# Cymbopetalum baillonii
Cymbopetalum baillonii är en kirimojaväxtart som beskrevs av Robert Elias Fries. Cymbopetalum baillonii ingår i släktet Cymbopetalum, och familjen kirimojaväxter. IUCN kategoriserar arten globalt som sårbar. Inga underarter finns listade i Catalogue of Life.